# Гатти, Даниэле
Даниэ́ле Га́тти (итал. Daniele Gatti; род. 6 ноября 1961, Милан) — итальянский дирижёр. Музыкальный руководитель и главный дирижёр Саксонской государственной капеллы.

## Биография
Даниэле Гатти получил музыкальное образование в Миланской консерватории. Его дирижёрский дебют также состоялся в Милане в 1982 году. Он дирижировал оперой Верди «Жанна д’Арк». В течение следующих нескольких лет он выступал в оперных театрах небольших городов Италии. Первый заметный успех пришёл к Гатти в 1988 году, после высоко оцененного критиками исполнения оперы Россини «Случай делает вором» в миланском театре «Ла Скала».
Если в начале карьеры Даниэле Гатти дирижировал преимущественно театральными постановками, то в 1990 годы он обратился также к симфонической музыке. С 1992 по 1997 год Гатти был главным дирижёром оркестра Национальной академии Святой Чечилии в Риме. В 1997 он стал руководить муниципальным театром Болоньи. С 1997 по 2009 год он занимал пост главного дирижёра Королевского филармонического оркестра. За время своего руководства этим оркестром Гатти вернул ему статус одного из ведущих оркестров Лондона. В сентябре 2008 года он возглавил национальный оркестр Франции.
Даниэле Гатти женат на виолончелистке Сильвии Кьеза.
В 2022 году было объявлено, что с сезона 2024/2025 Даниэле Гатти станет главным дирижёром Саксонской государственной капеллы.